# Theresa Andrews
Theresa Andrews (New London, 25 de agosto de 1962) é uma nadadora dos Estados Unidos, ganhadora de duas medalhas de ouro em Jogos Olímpicos.
Em Los Angeles 1984 venceu os 100 metros costas e no revezamento 4x100 metros medley.  Depois de receber o seu primeiro ouro, Andrews presenteou a medalha a seu irmão em uma cerimônia privada, homenageando-o pela sua coragem, depois de ter sofrido paralisia aos 19 anos de idade em um acidente de bicicleta.
Andrews treinava no North Baltimore Aquatic Club. Ela frequentou a Universidade da Flórida, em Gainesville, Flórida, onde ela nadou sob orientação do treinador Randy Reese, pelo Florida Gators, na National Collegiate Athletic Association (NCAA) em 1982 e 1983.
Andrews atualmente trabalha como palestrante em empresas, conferências, grupos comunitários e escolas. Depois de receber seu diploma de bacharel em recreação terapêutica na Universidade da Flórida, e seu grau de mestre no trabalho social clínico da Universidade do Estado de Ohio em Columbus, Ohio, Andrews trabalhou durante vários anos como uma assistente social clínica especializada em hematologia pediátrica e oncologia. Ela é atualmente empregada pela MBNA America como assistente vice-presidente de Operações na Internet Team, e ela é ativa no Comitê Olímpico dos Estados Unidos.
Andrews é uma veterana nadadora-celebridade para a Swim Across America, uma organização de caridade que levanta fundos para pesquisa do câncer, da qual ela participou por nove anos.